# Коссовский сельсовет
Коссовский сельсовет — упразднённая административная единица на территории Ивацевичского района Брестской области Республики Беларусь.

## Состав
Коссовский сельсовет включал 4 населённых пункта:
- Белавичи — деревня.
- Заполье — деревня.
- Сторожовщина — деревня.
- Ходорки — деревня.

## Промышленность и сельское хозяйство
- СПК «Коссово», Орлянское лесничество ГЛХУ «Ивацевичский лесхоз».

## Социальная сфера
- ГУО «Заполянская средняя школа-сад».
- Белавичский дом социальных услуг, Заполянский сельский клуб.
- Заполянский фельдшерско-акушерский пункт.